# Olena Vitrytjenko
Olena Ihorivna Vitrytjenko (ukrainska: Олена Ігорівна Вітриченко), född den 25 november 1976 i Odessa, Ukrainska SSR, Sovjetunionen, är en ukrainsk gymnast.
Hon tog OS-brons i rytmisk gymnastik i samband med de olympiska gymnastiktävlingarna 1996 i Atlanta.